# Plaszak
Een plaszak is een plastic zak waarin zich absorberend materiaal bevindt, bedoeld om urine in op te vangen in situaties waarin geen toilet beschikbaar is.
De plaszak is vooral bedoeld voor mensen die soms plotseling hoge nood hebben en, bijvoorbeeld omdat zij op reis zijn, niet in de nabijheid zijn van een toilet. De zak is echter vooral in het nieuws gekomen in oktober 2011. De Nederlandse Spoorwegen rijden met materieel waarin zich geen toilet bevindt. In deze treinen zouden voor noodsituaties, bijvoorbeeld als de trein lang stil zou staan, plaszakken beschikbaar zijn voor reizigers. 